# 한병주
한병주(韓秉柱, 1879년 ~ 1950년 7월 26일)는 대한민국의 독립운동가이다. 본관은 청주(淸州). 호(號)는 산남(山南).

## 생애

### 일생
한성부 출생이며 1884년에서 1886년까지 충청도 청원에서 잠시 유아기를 보낸 적이 있고 1886년에서 1892년까지 충청도 청주에서 잠시 유년기를 보낸 적이 있는 그는 이후 1892년 한성부로 귀향하였고 줄곧 한성부에서 성장한 한병주는 1898년에서 1911년까지 경기도 시흥 양천향교에서 유교 성리학 훈도를 지냈으며 1919년 경성부에서 3.1 독립 만세 운동에 동참하였고 1920년 2월 3일, 대한민국 임시정부 경성지부 교통국 국장 대리(大韓民國 臨時政府 京城支部 交通局 局長 代理)으로 활동하였다. 이어 같은 해 1920년 2월 25일 자택에서 김태규(金泰奎)로부터 김창의(金昌義)가 보내온 인쇄물 100여 장을 받았다. 김창의는 당시 임시정부 산하 평북 독판부(督辦府)의 내무참사(內務參事)로 국내 연통제 조직 예하에서 일하고 있었다. 인쇄물은 군무부 포고 제1호라는 제목 아래에 '서로 함께 분기하여 일본 제국의 기반을 벗어나 독립하지 않으면 안 된다'라는 내용이 담겨 있었는데 한병주는 이것을 받고서 1920년 2월 29일, 김순원(金純元), 오정주(吳政柱) 등에게 각 5매씩을 교부하고, 독립 시위 운동을 전개할 것을 권유하는 등 항일 투쟁을 전개하였다. 이 때 이로 인하여 체포된 한병주는 1920년 4월 29일, 경성지방법원에서 소위 보안법 위반으로 징역 8월을 받고 옥고를 치렀으며 1921년 만기출감하였다. 이후 1922년 3월, 한국독립당 입당하여 이후 조선 광복(1945년)이 지난지가 3년 후인 1948년 3월까지 한국독립당에 당원 직위하였고 1948년 3월, 한국독립당을 탈당하고 낙향을 하였다.

### 정당 당원 이력
- 前 한국독립당 행정자치연대위원(1922년 ~ 1933년)
- 前 한국독립당 대표행정위원(1933년 ~ 1946년)
- 前 한국독립당 대표전임위원(1946년 ~ 1948년)

### 사망
1950년 한국 전쟁이 발발하면서 심각한 긴장감이 도사리던 경기도 시흥을 떠나 피난하면서 경기도 수원에 간이 거주하던 중 끝내 경기도 수원에서 부인(夫人)과 장남(長男) 내외 일가, 차남(次男) 내외 일가가 임종을 지켜보는 가운데 향년 72세로 병사하였다.

## 국가 수훈
그의 사후 대한민국 정부에서는 그의 공훈을 기리고자 2012년 대한민국 대통령 표창장을 추서하였다.